# Rhoda Abbott
Rhoda Mary Abbott (de soltera, Hunt; 14 de enero de 1873-18 de febrero de 1946) fue una pasajera británica de tercera clase en el RMS Titanic. Fue la única mujer que cayó al agua al momento del hundimiento del barco y sobrevivió.

## Primeros años
Abbott nació como Rhoda Mary Hunt en Aylesbury, Buckinghamshire, el 14 de enero de 1873, hija de Joseph Hunt y su esposa Sarah Green Hunt. Creció en Aylesbury, pero en la adolescencia se trasladó a St Albans con su familia, antes de emigrar a los Estados Unidos en 1894. A su llegada a Providence, Rhode Island, conoció a un boxeador, el campeón londinense de peso medio Stanton Abbott, con el que pronto se casó en 1895. La pareja tuvo dos hijos, Rossmore (nacido el 21 de febrero de 1896) y Eugene (nacido el 31 de marzo de 1899). Era una diligente ama de casa y activa miembro de la escuela episcopaliana local.
En 1911, Abbott se divorció de su marido, regresando a Inglaterra con sus hijos en el RMS Olympic, de vuelta en St Albans con su familia y para mantenerse trabajó como costurera, y ejerció como soldado en el Ejército de Salvación. Sin embargo, pronto se dio cuenta de que sus chicos no estaban contentos en Inglaterra y reservó un billete de regreso a Estados Unidos en abril de 1912. La familia embarcó en el RMS Titanic como pasajeros de tercera clase en Southampton el 10 de abril. A bordo, se hizo amiga de Amy Stanley, Emily Goldsmith, y May Howard, alojadas en los camarotes vecinos.
El 14 de abril de 1912, la familia ya dormía cuando a las 23:40 horas el Titanic chocó con un iceberg. A las 00:15 horas, fueron invitados por un auxiliar a ponerse los chalecos salvavidas y subir a la cubierta del barco. Después de esperar en la fila para seguir a otros pasajeros de tercera clase a cubierta, Abbott y sus hijos esperaron en el área del salón de segunda clase. Allí, se dice que su hijo Rossmore se puso de rodillas en oración para rogar por la vida de su madre aunque él y su hermano no se salvaran. Aunque niños y mujeres tenían preferencia, los hijos de Abbott fueron capaces de acompañar a su madre hasta los botes salvavidas. Llegaron justo cuando uno de los últimos botes disponibles, el plegable C, estaba siendo cargado alrededor de las 2:00 horas del día 15. Cuando se la empujó hacia el bote salvavidas, se dio cuenta de que a sus hijos se les negaba sitio a bordo, y dando un paso atrás, rechazó subir en el bote.
Cuando el barco se hundió, Abbott y sus hijos se acurrucaron abrazados pero la oleada de agua los lanzó fuera de la cubierta. Intentó asirse a sus hijos, pero la fuerza del oleaje y la oscuridad los separó. Temiendo morir de hipotermia en el agua helada, fue capaz de alcanzar el bote plegable A, arriado semihundido y sobrecargado a las 2:15 horas. Pasaron varias horas antes de que el quinto oficial Harold Lowe regresara al sitio con el bote salvavidas 14 para recuperar supervivientes en el agua. Varios ocupantes del plegable A ya habían perecido o se habían descolgado del bote; Abbott era una de las 13 personas vivas todavía a bordo. Sus dos hijos murieron en el agua helada, y solo el cuerpo de Rossmore fue más tarde recuperado e identificado.
Según Amy Stanley, Abbott no tuvo ningún remordimiento sobre haber perdido la oportunidad de subir a un bote, porque ello le permitió quedarse con sus hijos hasta el último momento. A bordo del barco de rescate Carpathia, Abbott recibió cuidado especial en el salón de fumadores. Sus piernas estaban gravemente dañadas por la larga permanencia en el agua gélida, al punto de no poder moverse de su catre hasta su llegada a Nueva York. Allí permaneció hospitalizada dos semanas en el hospital Saint Vincent de Manhattan y fue una de los últimos supervivientes en ser dados de alta.

## Vida posterior
A raíz del hundimiento del Titanic, Abbott tuvo problemas respiratorios, incluyendo severos ataques de asma, por el resto de su vida. Nunca pudo admitir la pérdida de sus hijos, y estuvo deprimida durante meses. El 16 de diciembre de 1912, se casó con un viejo amigo, George Charles Williams, y la pareja se instaló en Jacksonville, Florida. En 1928, regresaron a Inglaterra para vivir en la propiedad del padre de Williams en Londres. Abbott cuidó de su marido hasta su muerte en 1938. Después intentó regresar a Estados Unidos, pero sus solicitudes siempre fueron rechazadas.
Abbott murió en Londres de insuficiencia cardíaca debida a hipertensión el 18 de febrero de 1946, a la edad de 73 años.